# Kąty Trzebuskie
Kąty Trzebuskie – osada w Polsce, w województwie podkarpackim, w powiecie rzeszowskim, w gminie Sokołów Małopolski. Do 31 grudnia 2016 przysiółek wsi Trzebuska pod nazwą Kąty.
Pod koniec XIX wieku nazywane były Wólką Kąty i liczyły 41 domów z 212 mieszkańcami. W latach 1945–1975 miejscowość administracyjnie należała do tzw. dużego województwa rzeszowskiego, a w latach 1975-1998 do tzw. małego województwa rzeszowskiego. W czasie reformy administracyjnej z przełomu lat 1998/1999 wieś nie wróciła do powiatu kolbuszowskiego, do którego należała w wieku XIX i XX, lecz została włączona do powiatu rzeszowskiego (województwo podkarpackie).
Przez miejscowość przepływa Trzebośnica, niewielka rzeka dorzecza Wisły, dopływ Sanu.
Miejscowość przez długi czas formalnie związana była ze wsią Trzebuska, mimo to jej mieszkańcy w ramach regionalizacji związani są z instytucjami z innych miejscowości – dzieci uczęszczają do szkół podstawowych w Trzebosi, a wierni kościoła katolickiego wchodzą w skład parafii św. Jana Chrzciciela w Sokołowie Małopolskim.

## Galeria

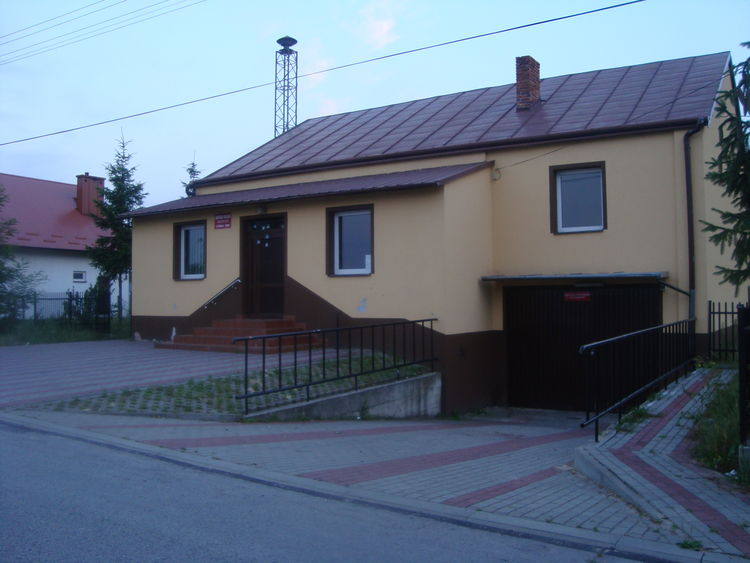
Świetlica wiejska
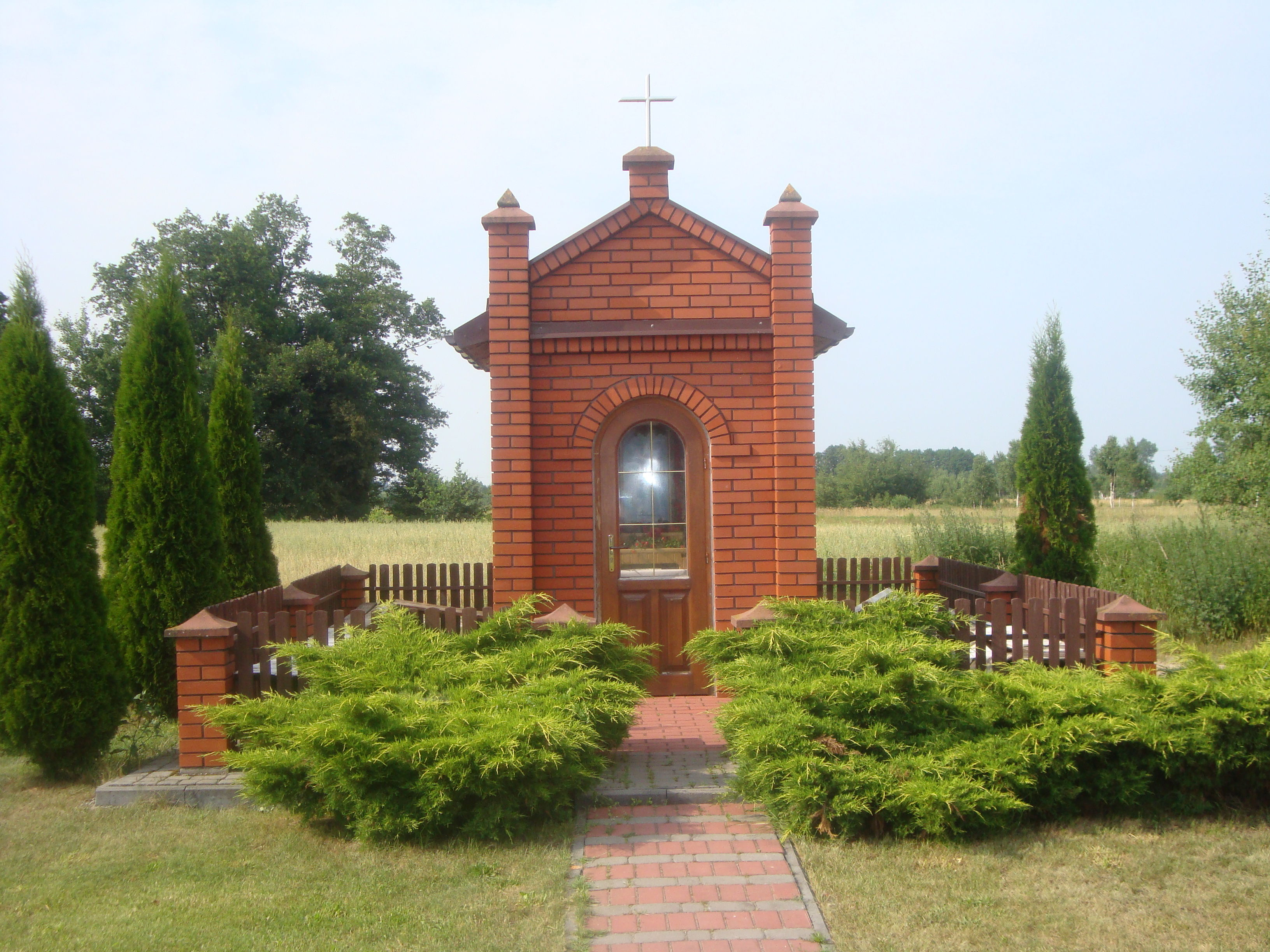
Przydrożna kapliczka